# Lijst van Luxemburgse olympische medaillewinnaars
Dit is een lijst van Luxemburgse olympische medaillewinnaars op de Olympische Spelen.

## Zomerspelen
| Editie         | Medaille | Sport         | Olypiër        | Onderdeel                         |
| -------------- | -------- | ------------- | -------------- | --------------------------------- |
| Antwerpen 1920 | Zilver   | gewichtheffen | Joseph Alzin   | zwaargewichten (meer dan 82,5 kg) |
| Helsinki 1952  | Goud     | atletiek      | Joseph Barthel | 1.500 meter                       |

## Winterspelen
| Editie           | Medaille | Sport       | Olypiër         | Onderdeel        |
| ---------------- | -------- | ----------- | --------------- | ---------------- |
| Albertville 1992 | Zilver   | alpineskiën | Marc Girardelli | super g          |
| Albertville 1992 | Zilver   | alpineskiën | Marc Girardelli | reuzenslalom (m) |